# La Chapelle-Glain
La Chapelle-Glain település Franciaországban, Loire-Atlantique megyében. Lakosainak száma 811 fő (2022. január 1.). La Chapelle-Glain Challain-la-Potherie, Juigné-des-Moutiers, Petit-Auverné, Le Pin, Saint-Julien-de-Vouvantes, Vallons-de-l'Erdre és Ombrée d’Anjou községekkel határos.

## Népesség
A település népességének változása:
| Lakosok száma | 1097 | 838  | 808  | 775  | 825  | 819  | 812  | 798  | 804  | 811  |
|               | 1968 | 1982 | 1990 | 2006 | 2013 | 2015 | 2017 | 2019 | 2020 | 2022 |